# Liste des titres musicaux numéro un en France en 1972
Cette page liste les singles classés n°1 des ventes de disques en France durant l'année 1972.

## Numéros un par semaine

### Classement des singles
| Semaine | Sortie       | Artiste           | Titre                        |
| ------- | ------------ | ----------------- | ---------------------------- |
| 1       | 1er janvier  | Stone et Charden  | L'Avventura                  |
| 2       | 8 janvier    | Stone et Charden  | L'Avventura                  |
| 3       | 15 janvier   | Stone et Charden  | L'Avventura                  |
| 4       | 22 janvier   | Stone et Charden  | L'Avventura                  |
| 5       | 29 janvier   | Stone et Charden  | L'Avventura                  |
| 6       | 5 février    | Ringo             | Elle, je ne veux qu'elle     |
| 7       | 12 février   | Ringo             | Elle, je ne veux qu'elle     |
| 8       | 19 février   | Ringo             | Elle, je ne veux qu'elle     |
| 9       | 26 février   | Ringo             | Elle, je ne veux qu'elle     |
| 10      | 4 mars       | Ringo             | Elle, je ne veux qu'elle     |
| 11      | 11 mars      | Ringo             | Elle, je ne veux qu'elle     |
| 12      | 18 mars      | Ringo             | Elle, je ne veux qu'elle     |
| 13      | 25 mars      | Ringo             | Elle, je ne veux qu'elle     |
| 14      | 1er avril    | Ringo             | Elle, je ne veux qu'elle     |
| 15      | 8 avril      | Ringo             | Elle, je ne veux qu'elle     |
| 16      | 15 avril     | Ringo             | Elle, je ne veux qu'elle     |
| 17      | 22 avril     | Vicky Leandros    | Après toi                    |
| 18      | 29 avril     | Vicky Leandros    | Après toi                    |
| 19      | 6 mai        | Vicky Leandros    | Après toi                    |
| 20      | 13 mai       | Mike Brant        | Qui saura                    |
| 21      | 20 mai       | Mike Brant        | Qui saura                    |
| 22      | 27 mai       | Mike Brant        | Qui saura                    |
| 23      | 3 juin       | Mike Brant        | Qui saura                    |
| 24      | 10 juin      | C. Jérôme         | Kiss Me                      |
| 25      | 17 juin      | C. Jérôme         | Kiss Me                      |
| 26      | 24 juin      | C. Jérôme         | Kiss Me                      |
| 27      | 1er juillet  | C. Jérôme         | Kiss Me                      |
| 28      | 8 juillet    | C. Jérôme         | Kiss Me                      |
| 29      | 15 juillet   | Ringo             | Trop belle pour rester seule |
| 30      | 22 juillet   | Ringo             | Trop belle pour rester seule |
| 31      | 29 juillet   | Hot Butter        | Popcorn                      |
| 32      | 5 août       | Hot Butter        | Popcorn                      |
| 33      | 12 août      | Hot Butter        | Popcorn                      |
| 34      | 19 août      | Hot Butter        | Popcorn                      |
| 35      | 26 août      | Hot Butter        | Popcorn                      |
| 36      | 2 septembre  | Hot Butter        | Popcorn                      |
| 37      | 9 septembre  | Hot Butter        | Popcorn                      |
| 38      | 16 septembre | Hot Butter        | Popcorn                      |
| 39      | 23 septembre | Hot Butter        | Popcorn                      |
| 40      | 30 septembre | Hot Butter        | Popcorn                      |
| 41      | 7 octobre    | Hot Butter        | Popcorn                      |
| 42      | 14 octobre   | Hot Butter        | Popcorn                      |
| 43      | 21 octobre   | Hot Butter        | Popcorn                      |
| 44      | 28 octobre   | Mike Brant        | C'est ma prière              |
| 45      | 4 novembre   | Mike Brant        | C'est ma prière              |
| 46      | 11 novembre  | Mike Brant        | C'est ma prière              |
| 47      | 18 novembre  | Mike Brant        | C'est ma prière              |
| 48      | 25 novembre  | Mike Brant        | C'est ma prière              |
| 49      | 2 décembre   | Mike Brant        | C'est ma prière              |
| 50      | 9 décembre   | Frédéric François | Laisse-moi vivre ma vie      |
| 51      | 16 décembre  | Frédéric François | Laisse-moi vivre ma vie      |
| 52      | 23 décembre  | Frédéric François | Laisse-moi vivre ma vie      |
| 53      | 30 décembre  | Frédéric François | Laisse-moi vivre ma vie      |